# Kucharz gastronom
Kucharz gastronom – polska książka kucharska przeznaczona dla zakładów gastronomicznych i innych zakładów zbiorowego żywienia wydana w Warszawie przez Wydawnictwo Przemysłu Lekkiego i Spożywczego. Wydanie pierwsze ukazało się w 1963, drugie w 1965, a trzecie w 1968.
Kucharz gastronom łączył cechy podręcznika oraz książki kucharskiej. Książka stanowiła wzorzec dla wykonywania potraw w gastronomii okresu PRL i w praktyce była obowiązująca dla zakładów zbiorowego żywienia, przez co w efekcie obowiązywał w nich jeden wzorzec przepisów.

## Treść
Książka była obok Kuchni polskiej najobszerniejszym opracowaniem w swojej tematyce w Polsce. We wstępie do trzeciego wydania zaznaczono, że książka nie jest próbą centralnego narzucania receptur ani zbiorem dotychczas stosowanych przepisów w polskiej gastronomii; wręcz przeciwnie, ma ułatwić decentralizację przepisów kulinarnych. W publikacji zawarto również zasady żywienia dietetycznego.
Całość wydawnictwa podzielono na trzy części. Pierwsza poświęcona była historii sztuki kulinarnej, organizacji żywienia i wyposażenia zakładów gastronomicznych. W części drugiej opisano technologię sporządzania potraw pod kątem ich produkcji w zakładach zbiorowego żywienia. Trzecią część książki stanowiła charakterystyka kuchni innych narodów i wybrane przepisy, ze szczególnym uwzględnieniem kuchni francuskiej i rosyjskiej, gdyż autorzy wyszli z założenia, że z nich właśnie kuchnia polska czerpie najwięcej. W każdym przepisie podawano ilość składników niezbędną do wykonania 1 kg potrawy, w przypadku zupy – do wykonania 10 litrów, a mniejszych potraw, np. kanapek – na 10 porcji.

## Autorzy
Dzieło było pracą zbiorową. Michał Benisławski był autorem rozdziałów „O sztuce kulinarnej” i „Zarys historii rozwoju zakładów żywienia w Europie, rozkład i godziny posiłków”. Redakcji drugiego wydania (z 1965) dokonał Marian Niczman, wielobarwne wkładki wykonał do niego Tadeusz Biliński a rysunki Tadeusz Dworzański. Wydanie trzecie (z 1968) opracowały następujące osoby: Michał Benisławski, Marian Niczman, Brunon Sikorski, Irena Olesińska, Aleksandra Martynowska, Emil Pawłowski, Anna Maria Jezierska, Michał Olszewski, Zachariasz Mężyński, Feliksa Starzyńska, Zofia Zawistowska, Tadeusz Klossowski, Jadwiga Grzelska i Maria Jurkiewicz. Wstęp do niego napisał minister handlu wewnętrznego Edward Sznajder.